# S/S Mangen
S/S Mangen var ett svenskt lastfartyg.

## Historik
S/S Mangen byggdes 1922 vid Kristiansands mekaniska verkstad i Norge till rederiet Heimdal i Köpenhamn under namnet Romö. 1923 föll en av ångarens maskinister ned i lastrummet och omkom. I flera år tjänstgjorde maskinist Max Hansen på Romö. Han var trotjänare i rederiet och hade varit med när S/S Kamma minsprängdes 1914, S/S Harriet 1916, Thereses torpedering 1916 och Carls torpedering 1917. 1931 såldes Romö till Sydfinska Lloyd i Helsingfors för 300 000 Dkr och omdöptes till Kaskö, men 1934 återköptes fartyget av Heimdal, fick tillbaka namnet Romö och såldes samma år till O.F. Ahlmarks rederi i Karlstad. Under Svensk flagg fördes fartyget, som fick namnet Mangen, av kaptenerna J.A. Andersson, G. Ros och A.F. Lundqvist.

## Torpederingen
Mangen avgick från Cardiff den 6 december 1940 med kollast mot Lissabon och anslöt sig ett par dagar senare till en konvoj i Milford Haven. Resan fortsatte till den 21 december då utkiken på bryggan kl. 21.15 rapporterade en vit strimma i vattnet om babord. Det kunde ej med säkerhet avgöras vad strimman härledde sig ifrån. Kl. 21.18 träffades Mangen av en torped om babord rätt under bryggan och en häftig explosion inträffade. Fartyget krängde hårt över åt babord men rätade sig strax därefter upp sig något. Maskinen stoppades. Babords livbåt hade vattenfyllts under krängningen, så besättningen gick i styrbords livbåt och två man stod klara att fira, men fartyget krängde återigen våldsamt över åt babord, varför man ej kunde fira ned livbåten då den fastnade i båtdäcket. Besättningen hade därför inget annat val än att hoppa i det iskalla vattnet. De flesta hade sina livbälten på. Knappt 3 minuter efter explosionen var Mangen borta från vattenytan. Sveabolagets ångare S/S Garm, som gick sist i konvojen kom till undsättning. På Garm hade man hört nödropen och även sett ljusen från en av Manges flottar. Då fartyget sjönk hade flottarna flutit fria, men endast fem av besättningsmännen hade lyckats ta sig upp på en av flottarna. Från Garm satte man ut en livbåt, som bärgade de fem på flotten och därefter ytterligare fem man i vattnet. Garm sökte ett par timmar efter överlevande. Ett av eskortfartygen kom också till hjälp, men endast tolv man kunde räddas och dessa landsattes i Lissabon på julaftonen. Garms befälhavare, Adolf Waldemar Andersson, tilldelades medaljen För mod och rådighet till sjöss under farofylld tid av kung Gustaf V för fartygets modiga räddningsaktion.
Mangen torpederades på lat. N 40 grader 45’, long. V 16 grader 50’.